# Millburn
Cet article possède un paronyme, voir Milburn (homonymie).

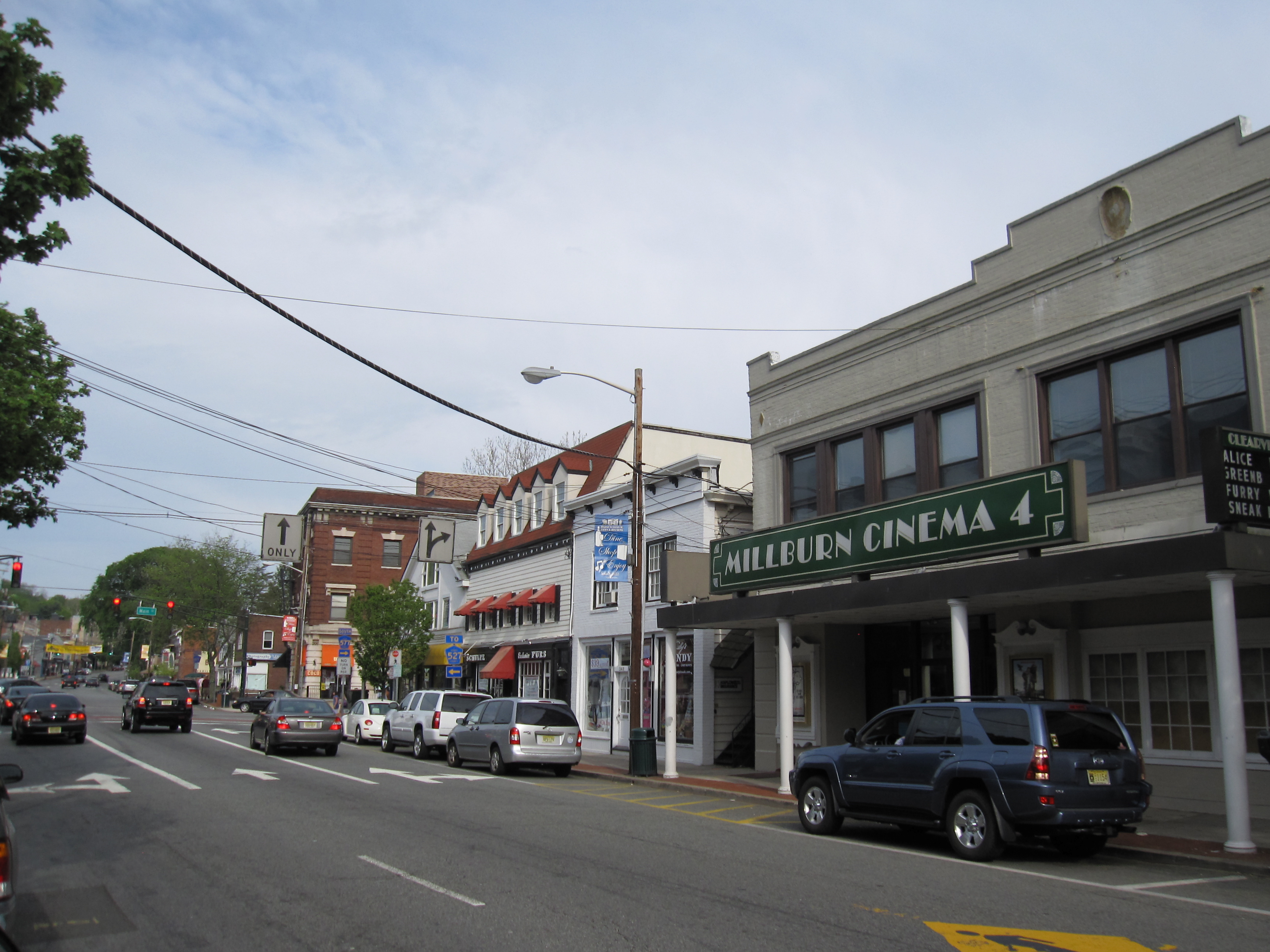
Millburn Avenue à Millburn, New Jersey

Millburn est un township du Comté d'Essex dans le New Jersey.
Sa population était de 20 149 habitants en 2010.
Millburn a été créé en tant que canton par une loi de la législature du New Jersey le 20 mars 1857, à partir de parties du canton de Springfield. Auparavant connu sous les noms de Milltown, Millville, Rum Brook et Vauxhall, le nom « Millburn » a été adopté avant la création du canton. Le nom du canton dérive du terme anglophone the burn (écossais pour un ruisseau) qui alimentait les moulins de la région.